# Mexikanische Zwergbeutelratte
Die Mexikanische Zwergbeutelratte (Marmosa mexicana) ist eine Beuteltierart, die im südlichen und südöstlichen Mexiko (Bundesstaaten Tamaulipas, Veracruz, Chiapas, Oaxaca und Halbinsel Yucatán) und in Mittelamerika sowie auf den Inseln Roatán und Corn Islands vorkommt.

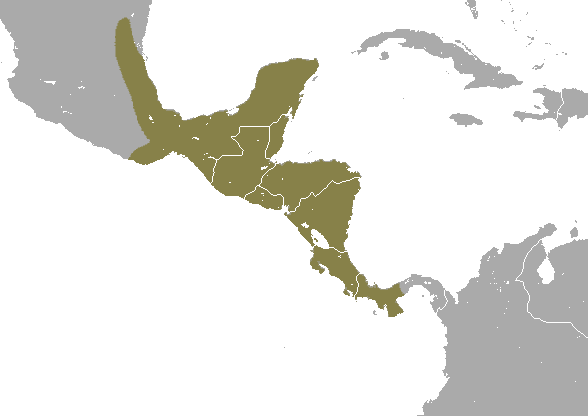
Das Verbreitungsgebiet der Mexikanischen Zwergbeutelratte

## Beschreibung

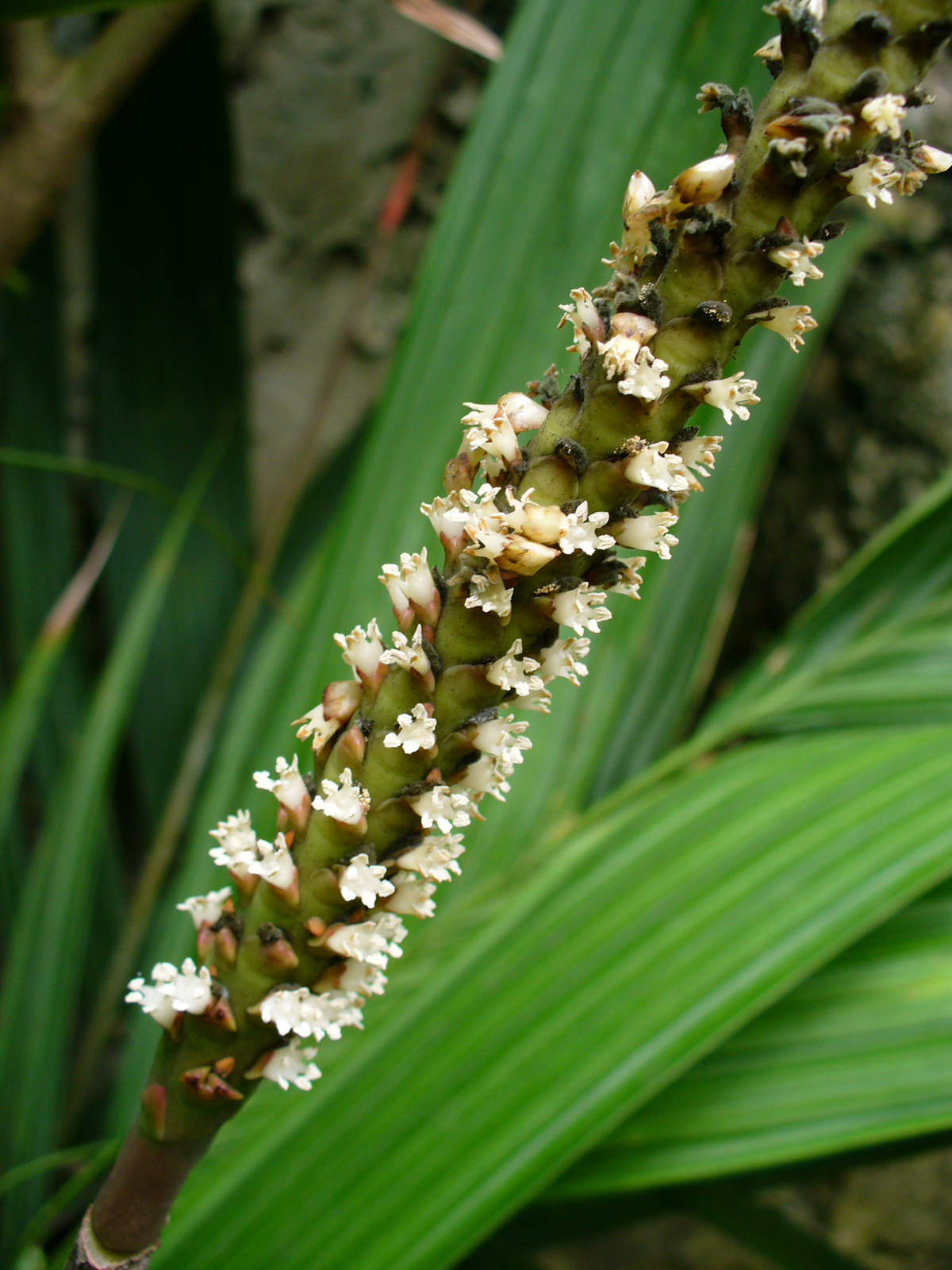
Blütenstand von Calyptrogyne ghiesbreghtiana

Die Tiere erreichen eine Kopfrumpflänge von 11 bis 16,8 (Männchen) bzw. 9,4 bis 13,3 cm (Weibchen), haben einen 15,2 bis 22,8 (Männchen) bzw. 13 bis 22,3 cm (Weibchen) langen Schwanz und erreichen ein Gewicht von 24 bis 99 (Männchen) bzw. bis 56,7 g  (Weibchen). Der Schwanz ist damit im Schnitt etwa 37 % länger als Kopf und Rumpf zusammen. Das Rückenfell und die Kopfoberseite sind auffällig rötlichbraun. Ältere Tiere bekommen ein graubraunes Fell, das mit rötlichbraunen Haaren durchsetzt ist. Die Schnauzenmitte ist etwas heller als die Kopfoberseite, kontrastiert aber nicht deutlich mit dieser. Rund um die schwarzen Augen finden sich schwärzlich-braune bis schwärzliche Augenringe, die bis zu den Basen der Ohren reichen. Das Fell der Unterseite vom Kinn bis zum Anus und die Innenseiten von Vorder- und Hinterbeinen sind gelblich oder orangegrau. Ein gelblicher oder orangefarbener Fellstreifen verläuft vom Kinn bis zum Anus. Die Pfoten sind weißlich, orangefarben oder bräunlich. Die körpernahen 10 % des Schwanzes sind behaart, der Rest ist unbehaart. Der nackte Schwanzabschnitt ist dunkelbraun. Weibchen haben keinen Beutel. Die Anzahl der Zitzen liegt bei 11 bis 15, je fünf bis sieben an jeder Seite und eine mittige. Der Karyotyp besteht aus einem Chromosomensatz von 2n=14 Chromosomen (FN=24).

## Lebensraum und Lebensweise
Die Mexikanische Zwergbeutelratte lebt in tropischen und subtropischen Feucht- und Trockenwäldern, im Buschland, in Eichen- und Kiefernwäldern und in Mangrovenwäldern bis in Höhen von 1600 Metern über dem Meeresspiegel. Sie ist nachtaktiv, lebt vor allem auf niedrigen Bäumen und nutzt den Erdboden nur gelegentlich. Sie ernährt sich vor allem von Insekten und Früchten, frisst aber auch kleine Nagetiere, kleine Echsen, Vögel, Eier und Mykorrhizapilze. Die Tiere wurden auch fressend auf den Blütenständen der Palmenart Calyptrogyne ghiesbreghtiana beobachtet und wahrscheinlich bestäuben sie die Pflanze dabei. Zur Fortpflanzung bauen die Weibchen Nester aus trockenen Blättern in Bäumen, in aufgegebenen Vogelnestern oder im Erdboden. Die Anzahl der Jungtiere in einem Wurf liegt bei 2 bis maximal 13, in den meisten Fällen sind es 11 bis 13.

## Systematik
Die Mexikanische Zwergbeutelratte wurde im Jahr 1897 durch den amerikanischen Zoologen Clinton Hart Merriam unter dem Namen Marmosa murina mexicana, also als Unterart der Maus-Zwergbeutelratte (Marmosa murina), erstmals wissenschaftlich beschrieben. Später bekam sie den Status einer eigenständigen Art. Danach wurde die Mexikanische Zwergbeutelratte in vier Unterarten unterteilt, von denen eine, Zeledons Zwergbeutelratte (Marmosa zeledoni), im Jahr 2010 zu einer eigenständigen Art wurde. In dem im Jahr 2015 erschienenen Beuteltierband des Handbook of the Mammals of the World werden keine Unterarten der Mexikanischen Zwergbeutelratte aufgeführt. Es wird jedoch angemerkt, dass innerhalb der Art zwei Kladen festgestellt wurden, deren systematische Einordnung für die Zukunft noch zu erwarten ist.

## Status
Die Mexikanische Zwergbeutelratte wird von der IUCN als ungefährdet gelistet. Sie ist zahlreich, anpassungsfähig und hat ein großes Verbreitungsgebiet.

## Belege
1. 1 2 3 4 5  Diego Astúa: Family Didelphidae (Opossums). in Don E. Wilson, Russell A. Mittermeier: Handbook of the Mammals of the World – Volume 5. Monotremes and Marsupials. Lynx Editions, 2015, ISBN 978-84-96553-99-6. Seite 138.
2. ↑  Rogério V. Rossi, Robert S. Voss, Darrin P. Lunde: A Revision of the Didelphid Marsupial Genus Marmosa Part 1. The Species in Tate's ‘Mexicana’ and ‘Mitis’ Sections and Other Closely Related Forms. Bulletin of the American Museum of Natural History, 82(11):1-83 (2010). doi: 10.1206/334.1
3. ↑  Marmosa mexicana in der Roten Liste gefährdeter Arten der IUCN 2016. Eingestellt von: Martin, G.M., 2016. Abgerufen am 20. Februar 2019.